# Harpactea dolanskyi
Espèce
Harpactea dolanskyi est une espèce d'araignées aranéomorphes de la famille des Dysderidae.

## Distribution
Cette espèce est endémique d'Alentejo au Portugal,. Elle se rencontre vers Mértola.

## Description
La carapace du mâle holotype mesure 2,22 mm de long sur 1,64 mm et l'abdomen 2,58 mm.

## Systématique et taxinomie
Cette espèce a été décrite par Řezáč en 2023.

## Étymologie
Cette espèce est nommée en l'honneur de Jan Dolanský.

## Publication originale
- Řezáč, Cardoso & Řezáčová, 2023 : « Review of Harpactea ground-dwelling spiders (Araneae: Dysderidae) of Portugal. » Zootaxa, vol. 5263, no 3, p. 335-364.